# 윙스 (잡지)
《윙스》(ウィングス)는 신쇼칸에서 발행하는 일본의 소녀 만화 잡지이다. 연재작들은 대부분 16세에서 20세 사이의 여성을 대상으로 하고, 액션이나 판타지 성향을 보인다. 《사우스》, 《팬텀 클럽》, 《허클베리》, 《운포코》, 《소설 윙스》 등 많은 증간호를 발행했으나 현재는 《소설 윙스》만 발행되고 있다. 2009년 9월호까지는 월간으로 발매되어 《월간 윙스》라는 이름이었으나 현재는 짝수월 28일마다 발매되고 있다.